# James McNeill Whistler

James McNeill Whistler

James Abbott McNeill Whistler [dʒeɪmz ˈæbət məkˈniːl ˈwɪslɚ] (* 11. Juli 1834 in Lowell, Massachusetts; † 17. Juli 1903 in Chelsea, London) war ein US-amerikanischer Maler.

## Leben und Werk

Selbstbildnis, Radierung, 1859

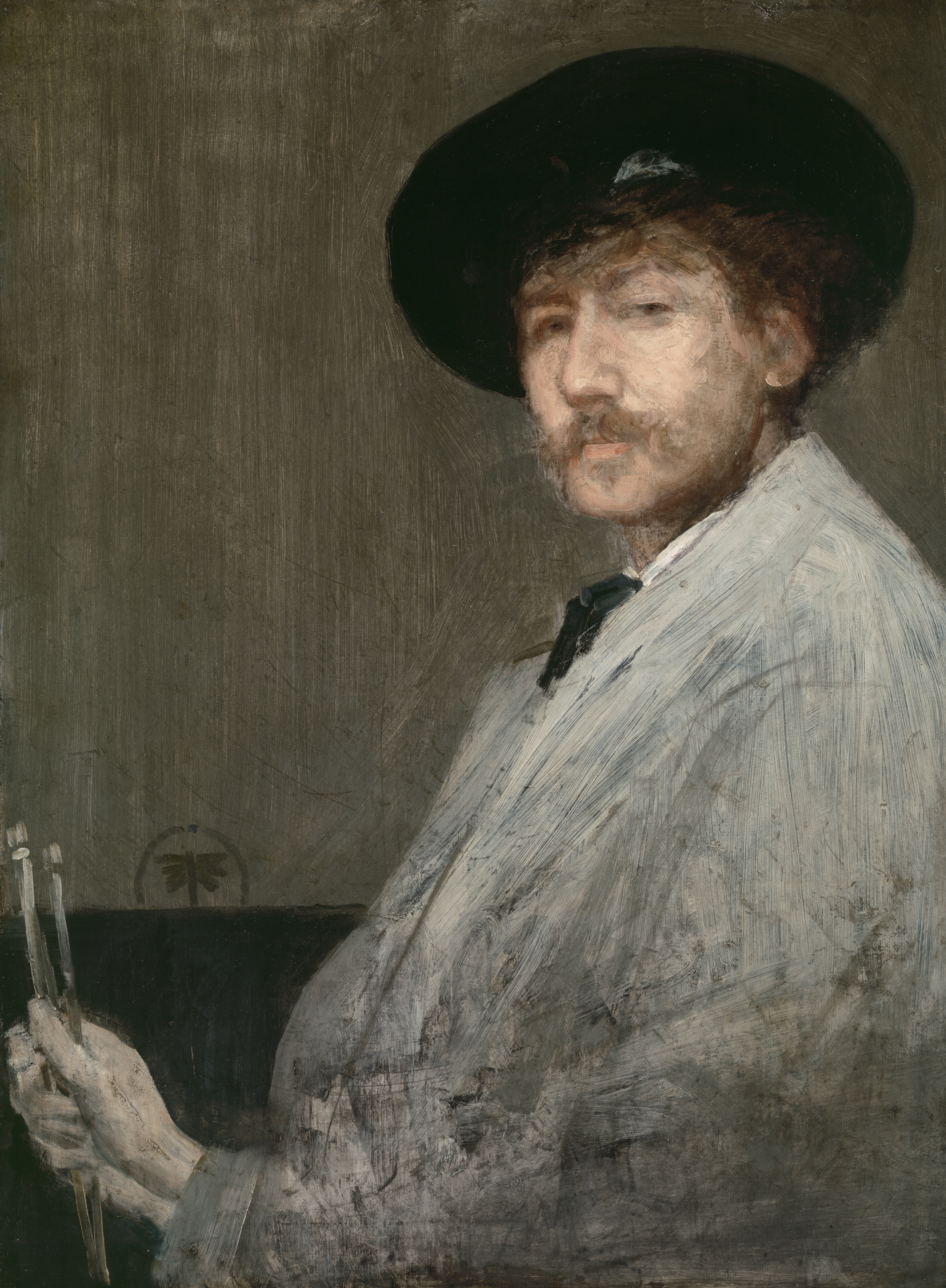
Selbstporträt, Detroit Institute of Arts

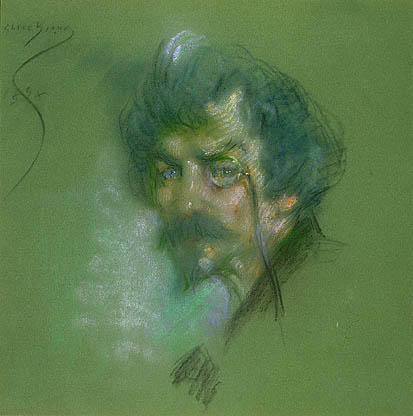
Porträt Whistlers von Alice Pike Barney, Pastell, 1898

1843 zog seine Familie nach Sankt Petersburg, wo sein Vater, Major George Washington Whistler, als Eisenbahningenieur für den Zaren tätig war. Die Mutter des Künstlers, Anna Matilda McNeill, war eine fromme Christin, die er sein ganzes Leben lang bewunderte. Whistler war durch seine Mutter ein Cousin zweiten Grades der Kunstschmiedin Lillian McNeill Palmer. In seiner frühen Jugend tauschte er seinen zweiten Vornamen Abbott gegen ihren Geburtsnamen McNeill aus. Die Familie lebte luxuriös, und James erhielt von einem schwedischen Erzieher Privatunterricht. Ab 1845 besuchte Whistler den Zeichenunterricht an der Kaiserlichen Akademie der Schönen Künste in St. Petersburg. Bei der Choleraepidemie 1848 starb sein Vater, woraufhin seine Familie mit ihm nach Amerika zurückkehrte.
1851 trat Whistler in die Militärakademie in West Point ein. Es mangelte ihm jedoch an Disziplin und nach drei Jahren wurde er der Akademie verwiesen – der Legende nach bestand er eine Chemieprüfung nicht. (Er soll später gesagt haben: „Wenn Silizium ein Gas wäre, wäre ich General geworden.“) In der Abteilung des United States Coast and Geodectic Survey erlernte er das Kartografieren, was ihm später bei der Erstellung von Radierungen zugutekam.
1855 ging Whistler nach Paris an die Zeichenschule École Impériale et Spéciale de Dessin. Whistler ließ das Erbe seines Vaters durch seinen Halbbruder in Amerika verwalten, was ihm ein jährliches Einkommen von ca. 2000 Francs sicherte, ihn jedoch nicht davon abhielt, über seine Verhältnisse zu leben. Er hatte in Amerika La Vie de Bohème gelesen und wollte auch so leben. Zugute kam ihm, dass er die französische Sprache fließend beherrschte und schnell Zugang zu der Szene fand. Daneben begann er eine Ausbildung im Atelier von Charles Gleyre. Gleyre war zwar ein erfolgreicher Maler, jedoch weder Lehrer an der École noch Mitglied der Académie. Er erinnerte sich an seine eigene Armut als Kunststudent und berechnete sehr wenig für seinen Unterricht. Davon profitierten neben Whistler Claude Monet, Auguste Renoir und Alfred Sisley. Er war ein talentierter Lehrer, und seine Studenten profitierten von seiner hartnäckigen Lehrmethode. Whistler kopierte Gemälde im Louvre, wo auch seine lebenslange Bewunderung von Diego Velázquez herrührte. Auch lernte er japanische Drucke und die orientalische Kunst kennen und bewundern. Whistler bewunderte außerdem die Werke der holländischen Meister wie Jan Steen, Rembrandt und Salomon van Ruysdael. 1858 besuchte er Holland, um die Nachtwache anzusehen. Später bereiste er immer wieder die Niederlande und besuchte Den Haag, Dordrecht und Domburg. Seine Lieblingsstadt war jedoch Amsterdam, von der er zahlreiche Radierungen erstellte.
Stilistisch wichtiger wurde für Whistler indes der Realismus. Besonders beeinflusst wurde er von Gustave Courbet sowie von Henri Fantin-Latour; mit beiden Künstlern war er befreundet, und sie nannten sich „Société des Trois“. Henri Fantin-Latour hat Whistler auch auf seinem Gemälde Hommage à Delacroix abgebildet. Er führte in Paris den Lebensstil eines Bohemiens. Als sein Gemälde At The Piano 1859 vom Pariser Salon abgelehnt wurde, reiste er nach London. Hier wurde sein Bild in der Ausstellung der Royal Academy of Arts 1860 gezeigt.
Im Frühjahr 1858 wandte er sich ernsthaft der Radierung zu. Um seine Französische Serie fertigzustellen, arbeitete er zwei Monate lang eng mit Seymour Haden (Ehemann von Whistlers Halbschwester Deborah) zusammen in dessen Haus in der Sloane Street, wo Haden eine Druckerpresse aufgestellt hatte.
Er wandte sich zunächst der Richtung des L’art pour l’art zu. Nachdem seine Symphonie in White sowohl 1862 von der Royal Academy als auch 1863 vom Pariser Salon abgelehnt worden war, stellte er sein 1862 gemaltes The White Girl im Salon des Refusés (Salon der Zurückgewiesenen) aus, wo es zusammen mit Manets Frühstück im Grünen zu einem Skandal führte. 1865 hatte er Albert Joseph Moore kennengelernt. In den folgenden Jahren beeinflussten sich beide gegenseitig in Malstil und Sujet.
In der ersten Hälfte der 1860er Jahre malte er japanische Motive, die damals bei der Avant-Garde in Mode waren. Hierbei flossen auch Objekte aus Whistlers eigener Sammlung von chinesischem Porzellan, Kimonos, Lackarbeiten, Fächer und bemalten Wandschirmen mit ein. Der Titel seines Bildes Purple and Rose: The Lange Leizen of the Six Marks gab dem Publikum Rätsel auf. Er bezieht sich auf chinesische Vasen aus dem 17. Jahrhundert, die mit gestreckten Figuren bemalt waren – den sogenannten „Lange Lijzen“. Die „Six Marks“ sind die Hersteller-Zeichen auf dem Boden der Vase. The Balcony (Der Balkon) kann man wohl mit dem Londoner Hintergrund als fragwürdig ansehen. Es folgte The Golden Screen (Der Wandschirm) und dann die The Princess from the Land of Porcelain, die Frederick Leyland kaufte und die ihren Platz über dem Kaminsims seines Esszimmers fand, das als „peacock room“ bekannt wurde.
1866 reiste er mit dem Schiff nach Südamerika, wo er in Valparaíso den Ozean malte. Erstmals spiegelte sich der japanische Einfluss in der Signatur wider. Ab 1869 signierte er seine Gemälde mit einem Schmetterlings-Monogramm, das aus seinen Anfangsbuchstaben JW zusammengesetzt war.
In den 1870er Jahren malte er über dreißig „Nocturnes“. Sie zeigen nächtliche Motive aus London, meist Flussansichten der Themse, in beinahe monochromer Farbgebung. Da die Nocturnes keine genauen topographischen Ansichten (Veduten) darstellten, sondern es Whistler um die harmonischen Farbeffekte ging, wurden er und seine Kunst von den Kritikern oft als exzentrisch bezeichnet.
1872 entstand sein berühmtestes Bild, das Porträt seiner Mutter. Das Bild gefiel auch Thomas Carlyle, der in der Nachbarschaft wohnte, so dass auch er sich von Whistler malen ließ.
1877 verklagte er den Kunstkritiker John Ruskin wegen Beleidigung und Verleumdung. Ruskin hatte in einem Artikel geäußert, Whistler habe es nicht nur gewagt, dem Publikum einen Topf Farbe ins Gesicht zu schleudern (er meinte damit das in der Grosvenor Gallery gezeigte Gemälde „Nocturne in Black and Gold: the falling rocket“), sondern auch die Frechheit besessen, dafür zweihundert Guineen zu verlangen. Whistler gewann 1878 den Prozess vor dem Londoner High Court, bekam jedoch nur einen symbolischen Schadensersatz von einem Farthing zugesprochen. Potentielle Förderer waren von der negativen Publicity, die der Prozess mit sich brachte, abgeschreckt worden, so dass Whistler aufgrund der Prozesskosten 1879 Insolvenz anmelden musste. Sein Haus wurde verkauft, und er reiste nach Italien, wo er für die Fine Arts Society zwölf Radierungen von Venedig erstellen sollte. 1894 reiste Ernst Oppler nach London, um bei Whistler das Radieren zu lernen. Whistler stand auch Modell für eine Studienreihe von Oppler und empfahl diesem später die Mitgliedschaft in der International Society of Sculptors, Painters and Gravers.
1898 eröffnete Whistler in Paris seine Kunstschule Académie Carmen, die er 1901 wieder schloss.
Whistlers Werk umfasst über 400 Ölgemälde, über 200 Aquarelle, fast 300 Pastellzeichnungen, 450 Radierungen und 190 Lithografien.

## Die Ausstellungen

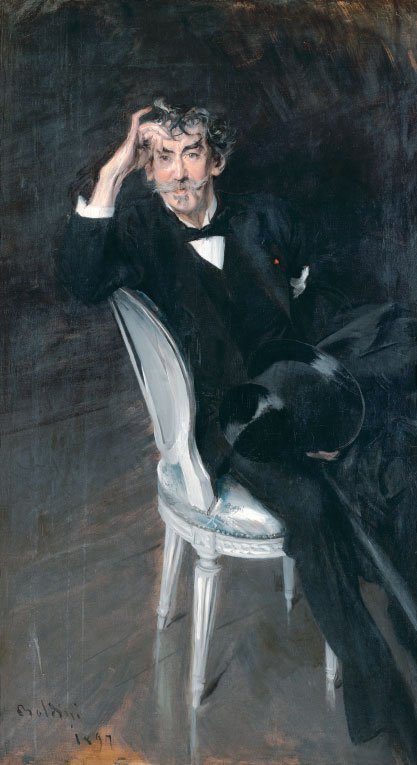
Giovanni Boldini: James McNeill Whistler, Öl auf Leinwand, 1897

### „Arrangement in White and Yellow“
Für die Fine Arts Society stellte Whistler in der Dowdeswelle Gallery im Februar 1883 hauptsächlich Radierungen aus, von denen die meisten Venedig von 1879 bis 1880 zeigten. Whistler beschrieb seine Installation als „strahlend und anmutig – weiße Wände in unterschiedlichen Weißtönen, mit gemalten Ausformungen – nicht vergoldet! – gelbe Samtvorhänge – hellgelbe Stroh-Matten – gelbe Sofas und kleine Bambusrohr-Stühle – schöne kleine, gelbe Tische, eigener Entwurf – orientalische Keramik mit gelben Blumen in verschiedenen Farbtönen und Tiger-Lilien! Vierzig ausgezeichnete Radierungen … in ihren exquisiten weißen Rahmen – mit ihren kleinen Schmetterlingen – große weiße Schmetterlinge auf gelben Gardinen und gelbe Schmetterlinge auf weißen Wänden – und schließlich ein Diener in gelber Livré“. Die Kunstwelt musste neidlos anerkennen, dass Whistler einen Hintergrund geschaffen hatte, der in bewundernswerter Weise seine Radierungen zur Geltung brachte. Der Diener, der Programme verkaufte, wurde als „Poached Egg Man“ bekannt.

### „Arrangement in Flesh Colour and Grey“
Die Ausstellung von 1884 sollte das Innere eines venezianischen Palastes darstellen. Dazu hatte Whistler die Wände mit Kammwolle und Serge auskleiden lassen. Der untere Teil der Wand war cremeweiß, der obere fleischfarbener Serge. Die Stühle waren weiß, rosa oder grau. Ein grauer Teppich bedeckte den Boden, der Kaminsims war mit einem Querbehang aus grauem Samt, bestickt mit silber- und fleischfarbenen Schmetterlingen verziert. Pflanzgefäße (einige rosa, einige weiß) mit Azaleen, weißen Margeriten und Gänseblümchen waren in den Räumen verteilt. Das Neue war, dass Whistler sowohl Ölbilder als auch (kleine) Zeichnungen in der gleichen Rahmengröße präsentierte. Die Rahmen waren passend zum Bild in drei unterschiedlichen Goldtönen gewählt. Er brachte damit zum Ausdruck, dass diese kleinen Bilder ebenso wichtig waren wie die großen. Whistler etablierte ein visuelles, die Gemälde und Zeichnungen mit den sie umgebenden Wänden verbindendes Element. Dies sollte zeigen, dass sein Werk als eine Kombination von Farbe und Linie zu sehen sei und nicht als Fenster in die reale Welt.

### „Arrangement in Brown and Gold“
Eine dritte Ausstellung wurde im Mai 1886 eröffnet. Es wurden 75 Arbeiten gezeigt, von denen 48 Aquarelle waren. Whistler hatte wiederum den Katalog entworfen. Einzelheiten zu dieser Ausstellung sind nicht erhalten. Bekannt ist lediglich, dass alle drei Ausstellungen nicht den erhofften finanziellen Erfolg brachten.

## Die „Ten O’Clock“-Vorlesung

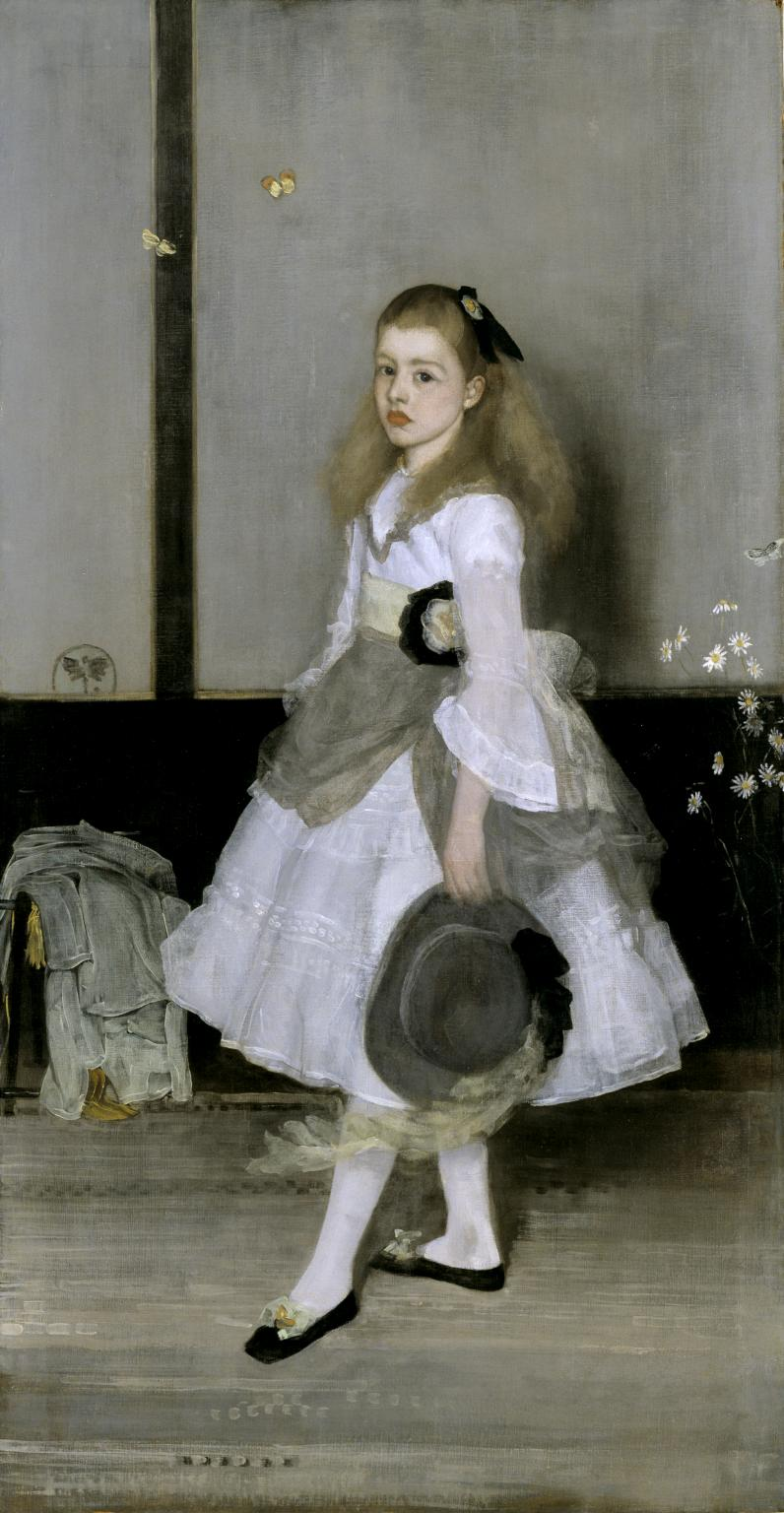
Harmony in Grey and Green: Miss Cicely Alexander 1873

1885 hielt Whistler seine „Ten O’Clock“-Vorlesung in London, ein Manifest des Ästhetizismus. Kunst war für Whistler nicht identisch mit Leben oder Natur, nicht deren Abbild. „Die Natur enthält in Farbe und Form die Elemente aller Bilder, wie die Klaviatur die Noten jeglicher Musik umfasst. Aber der Künstler ist dazu da, eine Auswahl zu treffen und jene Elemente wissentlich zu ordnen, damit er zu einem schönen Ergebnis gelangt – so wie der Musiker seine Noten sammelt und seine Töne gestaltet, bis er aus dem Chaos die vollendete Harmonie schafft. Wenn man vom Maler verlangte, die Natur so zu nehmen, wie sie ist, wäre es nichts anderes, als sagte man dem Klavierspieler, er solle sich auf die Klaviatur setzen.“ Whistler in der Praxis: Der Musselin von Cicely Alexanders Kleid wurde von ihm selber ausgesucht, der schwarz-weiße Teppich, auf dem sie stand, extra angefertigt, der Sitz der Rüschen und Schleifen ständig von ihm überwacht und korrigiert – das Mädchen soll 70 Stunden Modell gestanden haben.

## Das Pfauenzimmer –harmony in blue and gold

Foto des Pfauenzimmers 1877

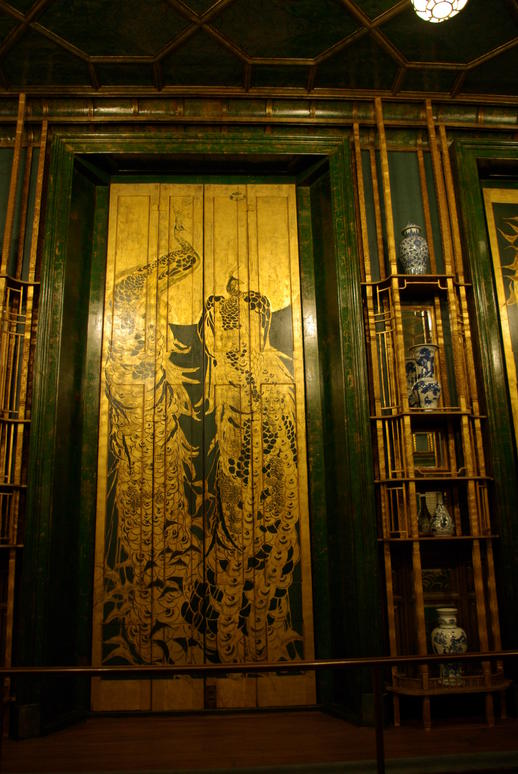
Detail des Pfauenzimmers, Freer Gallery of Art, Washington, D.C.

Das Innere des Hauses war bereits von Norman Shaw für Frederick Leyland komplett umgebaut worden, und es blieb nur die Umgestaltung des Esszimmers durch Thomas Jeckyll. Alles fing ganz harmlos an: Der Architekt Thomas Jeckyll hatte für Leylands Esszimmer, das dessen wertvolle chinesische blau-weiße Porzellan-Sammlung aus der Kangxi-Zeit (1662–1722) der Qing-Dynastie zur Schau stellen sollte, eine antike vergoldete Ledertapete angebracht und das Porzellan in gitterförmigen Regalen angeordnet. Whistlers Gemälde Princess from the Land of Porcelain, das Leyland 1864 erworben hatte, hing über dem Kaminsims. Jeckyll bat nun Whistler, der den Treppenaufgang ausmalte, um seine Meinung zu einem zu dem erwähnten Gemälde passenden Farbton für die Tür. Nun wurde Jeckyll aber krank.
Whistler schlug Frederick Leyland einige Änderungen vor. Leyland war damit einverstanden und begab sich auf eine ausgedehnte Geschäftsreise. Whistler fügte ein Wellenmuster am Gesims und der Holzverkleidung hinzu. Die roten Blumen auf der Ledertapete übermalte er, weil sie nicht zu den Farbtönen in seinem Gemälde La Princesse du pays de la porcelaine passten. Was dann geschah, hatte jedoch niemand erwartet. Whistler dekorierte zunächst die Fensterläden mit goldenen Pfauen. Dann vergoldete er nicht nur die Ledertapete, sondern auch die Regale. Ein pfauenblau-grünliches Band darüber bildete den Abschluss. Whistler bemalte auch die Paneele der gesamte Zimmerdecke mit Pfauengefieder – nur die Lampen ließ er unverändert. Bis auf die grünlich-blauen Wände schimmerte der Raum nun in Goldtönen, um den Glanz der Porzellans hervorzuheben. Für Whistler war der Raum ein dreidimensionales Gesamtkunstwerk, das die Schönheit einer japanischen Lackschachtel ausstrahlte.
Als die bemerkenswerte Dekoration im Stil des Japonismus bekannt wurde, lud Whistler in Abwesenheit Leylands einige Besucher und dann die Presse zur Besichtigung ein. Das war ein unverfrorenes Benehmen und führte – neben der Auseinandersetzung über die Bezahlung – zu einem Zerwürfnis zwischen Whistler und seinem Auftraggeber. Leyland wollte Whistler anstatt in Guineen in Pfund bezahlen.

### Die streitenden Pfauen
Verärgert und aufgebracht übermalte Whistler die kostbare Ledertapete der gegenüberliegenden Wand mit preußisch-blauer Farbe und hinterließ darauf eine Wandmalerei mit zwei streitenden Pfauen. Das Gefieder des rechten Pfaus stellte Leyland dar – allegorisch mit gerüschter Hemdenbrust und das Gefieder mit Goldmünzen bestückt –, während der linke, zahme Pfau Whistler mit seiner weißen Haarlocke darstellte. Die Augen der Pfauen waren aus echten Edelsteinen, einer mit Diamanten, der andere mit Rubinen.

### „Art and Money: or, the Story of the Room.“
Whistler schrieb an Leyland:

“The World only knows you as the possessor of that work they have all admired and whose price you refused to pay … From a business point of view, money is all important. But for the artist, the work alone remains the fact. That it happened in the house of this one or that one is merely the anecdote — so that in some future dull Vasari — you will go down to posterity, like the man who paid Correggio in pennies!”

„Die Welt kennt Sie als Besitzer dieses Werkes, das alle bewundert haben und dessen Preis Sie sich weigerten zu bezahlen … Vom geschäftlichen Standpunkt ist Geld sehr wichtig. Aber für den Künstler bleibt allein sein Werk eine Tatsache. Dass dies im Haus von diesem oder jenem geschah, ist bloß eine Anekdote – so dass Sie mit einem zukünftigen langweiligen Vasari als der Mann in die Nachwelt eingehen werden, der Correggio in Pennys bezahlte!“

Whistlers Exzentrik in Haltung und Kleidung (Monokel und Rohrstock), kombiniert mit künstlerischer Arroganz, scharfer Zunge und verletzendem Humor, machten ihn bald zum Stadtgespräch und er wurde überall zitiert. Zu seinem Freundeskreis gehörten u. a. Dante Gabriel Rossetti, Algernon Swinburne und Oscar Wilde.

## Die Lithografie
1887 erlebte die Lithografie in Frankreich eine Renaissance und avancierte zum bevorzugten Medium, als Jules Chéret mit anderen Künstlern wie Camille Corot, Edgar Degas und Henri Fantin-Latour die „Société des Artistes Lithographes“ gegründet hatten. Whistler stellte im Hogarth Club neben seinen Radierungen eine Lithografie aus, die von der Presse positiv beurteilt wurde. Die Londoner Niederlassung von Boussod, Valadon & Co. gab ein Portfolio unter dem Titel „Notes“ heraus, das von Thomas Way vertrieben wurde. Lithografien galten in England als preiswerte Herstellung von Werbematerial, das maschinell gedruckt wurde, und waren als Kunstwerke unbekannt. Thomas Way machte Whistler mit dem Herstellungsprozess vertraut und bereitete die Steine vor. Whistler konnte auf spezielles Papier (transfer paper) mit dafür geeigneten Kreidestiften zeichnen, und Way übertrug die Zeichnung anschließend auf den Stein. Seiner Frau Beatrix, selbst eine Amateurmalerin, gefielen die Lithografien, denn so konnte er auf ihren gemeinsamen Reisen seine Eindrücke gleich verarbeiten. Die Aufträge für kolorierte Lithos übergab Thomas Way jedoch dem erfahrenen Henry Belfond in Paris.
In den 1880er Jahren stellte Whistler nach beinahe zehnjähriger Pause wieder in Paris aus. Nicht nur im Salon wurden seine Werke gezeigt, sondern auch in Galerien moderner Kunst wie denen von Paul Durand-Ruel und Georges Petit. Kritiker wie Théodore Duret halfen ihm, Ansehen in Frankreich zu erwerben. Auch seine Teilnahme an der Ausstellung Les Vingt in Brüssel 1884 brachte ihm Erfolg. In München nahm er mit zahlreichen Werken an der Internationalen Kunstausstellung 1888 teil. Seine Werke wurden auch am Glasgow Institute of the Fine Arts gezeigt.
1890 veröffentlichte er Auszüge von missgünstigen Kunstkritiken der viktorianischen Philister, die er gesammelt und spitz kommentiert hatte, unter dem Titel Die artige Kunst sich Feinde zu machen. Eine große Retrospektive seiner Ölgemälde in der Londoner Goupil Gallery 1892 festigte schließlich seinen Ruhm in England. Dennoch zog er mit seiner Frau Beatrix nach Paris, wo der französische Staat 1891 das Porträt seiner Mutter für das Musée du Luxembourg angekauft hatte. 1899 waren seine Werke bei der Pastel Society zu sehen. In seinen letzten Jahren genoss er den Ruf eines lebenden alten Meisters. Zusammen mit dem amerikanischen Sammler Charles Lang Freer baute er dessen Whistler-Sammlung mit musealem Anspruch auf, der sich schließlich in der Freer Gallery of Art verwirklichte. Dort befindet sich auch das oben genannte Pfauenzimmer.

## Privatleben

Symphony in White, No. 1: The White Girl, 1862, National Gallery of Art, Washington D.C.

Joanna („Jo“) Hiffernan war Whistlers irisches Modell und seine Geliebte. Sie war witzig und schön, mit rotem Haar und hitzigem Temperament. Seine Familie akzeptierte sie nicht, weil die beiden unverheiratet waren und sie ihm für Aktstudien Modell stand. Er verewigte sie 1862 auf seinem berühmtesten Bild Symphony in White, No. 1: The White Girl sowie 1861 in Wapping – den Docks an der Themse. Wenn sie Whistlers Arbeiten verkaufte, nannte sie sich „Mrs. Abbott“.
1863 war Whistlers Mutter nach England gezogen. Whistler porträtierte sie 1871 und nannte das Bild Arrangement in Grey and Black.
1870 wurde Whistlers unehelicher Sohn Charles J. W. Hanson geboren. Die Mutter war Louisa Fanny Hanson, ein Hausmädchen. Die betrogene Geliebte Joanna Hiffernan kümmerte sich um den Sohn, so auch 1880, als Whistler mit seiner neuen Geliebten, Maud Franklin, nach Venedig reiste. Sowohl Joanna Hiffernan als auch Whistlers Sohn, Charles J. W. Hanson, lebten zeitweise bei der Familie ihrer Schwester, Bridget Singleton, in Thistle Grove in Chelsea. Whistlers Bruder William, der seit 1877 mit Helen „Nellie“ Ionides verheiratet war, agierte als Ratgeber. Whistler selbst unterstützte Hanson finanziell und gab ihm z. B. einen Ferienjob, als er 1887 sein Studium im Ingenieurwesen am King’s College in London begonnen hatte. Später verhielt er sich distanziert gegenüber seinem Sohn und nahm 1896 nicht an dessen Hochzeit mit Sarah Ann Murray teil.
1888 heiratete Whistler Mrs. Beatrix Goodwin, die Witwe des Architekten E. W. Goodwin und Tochter des Bildhauers J. B. Philip. Sie erlag 1896 einem Krebsleiden.
Nach dem Tode seiner Frau 1896 blieb er noch bis 1901 in Paris. Dann mietete er sich in No. 74 Cheyne Walk in London ein, wo sich seine Schwiegermutter Mrs. Birnie Philip und seine Schwägerin Mrs. Whibley um ihn kümmerten. 1900 entfloh er dem Londoner Nebel und bereiste Tanger und Algier und von Marseille aus Ajaccio. Im Juli 1902 reiste er in Begleitung seines Landsmanns Charles L. Freer, der bereits eine große Sammlung seiner Bilder besaß, nach Holland. Während der Reise erlitt er einen Herzanfall, von dem er durch die Fürsorge von Ärzten in Den Haag genas. Aber im Juni 1903 erlitt er einen Rückfall und verstarb am 17. Juni an Herzversagen. Beigesetzt wurde er neben seiner Ehefrau auf dem Friedhof von Chiswick.

## Auszeichnungen
- 1888 wurde zum Mitglied der Königlichen Akademie der Bildenden Künste in München gewählt.
- Im Januar 1892 wurde er Offizier der Ehrenlegion (Officier de la Légion d’Honneur)

- Siehe auch: Tonalismus (Malerei)
- Siehe auch: Nocturne in Schwarz und Gold: Die fallende Rakete
- Siehe auch: Die artige Kunst sich Feinde zu machen

## Werkauswahl
Ölgemälde
- Symphony in White, No. 1: The White Girl, 1862, Washington, D.C., National Gallery of Art
- Arrangement in Grey and Black, No. 1: Portrait of the Artist’s Mother, 1870, Leinwand, 142 × 160 cm, Paris, Musée d’Orsay
- Arrangement in Grey and Black, No. 2: Portrait of Thomas Carlyle, 1873, Leinwand, 171 × 143 cm, Glasgow, Kelvingrove Art Gallery and Museum
- Nocturne in Blue and Gold: Old Battersea Bridge, 1872–1877, Leinwand, 67 × 49 cm, London, Tate Britain
- Nocturne in Black and Gold: The Falling Rocket, 1875, Detroit, Detroit Institute of Arts
- At the Piano, 1858–59, Leinwand, 66 × 90 cm. Cincinnati (Ohio), Art Museum.
- Caprice in Purple and Gold: The Golden Screen, 1864, Holz, 50 × 69 cm. Washington (D. C.), Freer Gallery of Art.
- Crepuscule in Flesh colour and Green: Valparaiso, 1866, Leinwand, 57 × 76 cm. London, Tate Gallery.
- Harmony in Grey and Green: Miss Cicely Alexander, um 1872–74, Leinwand, 188 × 99 cm. London, National Gallery.
- Princesse du Pays de la Porcelaine, 1864, Leinwand, 200 × 116 cm. Washington (D. C.), Freer Gallery of Art.
- Purple and Rose: The Lange Lijzen of the Six Marks, 1864, Leinwand, 91 × 61 cm. Philadelphia (Pennsylvania), Museum of Art, John G. Johnson Collection.
- Arrangement in Black and Gold: Comte Robert de Montesquiou-Fezensac, 1891–1892: Leinwand, Frick-Collection, New York
  - An incomplete list of Whistler’s paintings in Oil and in water colour, pastels and drawings in: E. Luther Cary: E. Luther Cary: The works of James McNeill Whistler. Publisher: Moffat, Yard & Co., New York 1907
  - Oils, water colors, pastels & drawings by James McNeill Whistler. Ausstellungskatalog der Albright Art Gallery, Buffalo N.Y 1911

Radierungen
- The French Set 1858/59 im Fitzwilliam Museum, Cambridge
- The Thames Set, 1858/61, Serie von Radierungen, veröffentlicht 1870.
- The Venice Set 1879/80 im Fitzwilliam Museum, Cambridge
- List of Etchings in: Campbell Dogdson: The etchings of James McNeill Whistler. Edited by Geoffry Holme. Published by The Studio, London 1922
- Whistler Etchings in Glasgow The Whistler Etchings Project is based in the University of Glasgow.
- Whistler Radierungen im Brooklyn Museum, New York
- Etchings by Whistler: sixty photographs from original prints. „K“ for Kennedy catalogue and „W“ für Wedmore catalogue. Publisher: Gowans and Gray, London 1915

Lithografien
- Whistlers Lithografien im Fitzwilliam Museum, Cambridge
- The Lithographs of James McNeill Whistler from the Collection of Steven Block

Innenarchitektur
- The Peacock Room (Pfauenzimmer) – Auftrag von Frederick R. Leyland 1876 – Freer & Sackler Galleries, Washington D.C.
- Für die Grosvenor Gallery in London hatte er 1877 einen Fries gestaltet.
- Mit dem Architekten Edward Godwin arbeitete er 1878 zusammen für die Ausstattung des britischen Pavillons auf der Weltausstellung.

Schriften
- Whistler: Die artige Kunst sich Feinde zu machen. Mit einigen unterhaltenden Beispielen, wie ich die Ernsthaften dieser Erde zuerst mit Vorbedacht zur Raserei und dann in ihrem falschen Rechtsbewusstsein zu Unanständigkeit und Torheit gebracht habe. Berlin 1909.